# Nötknäpparen (saga)
Nötknäpparen (tyska: Nußknacker und Mausekönig) är en konstsaga från 1816 av den tyske författaren E.T.A. Hoffmann. Den har även givits ut på svenska som En nötknäppares öden och Nötknäpparen och råttkungen. 
Berättelsen utspelar sig på julafton och handlar om en sjuårig flicka som får uppleva hur hennes favoritjulsak, en mekanisk nötknäppare, blir levande, besegrar den onda råttkungen och tar med sig henne till ett magiskt kungarike befolkat av levande dockor. Berättelsen gavs ut på svenska för första gången 1848, varefter flera nyöversättningar har följt.
Hoffmanns saga är förlaga till Pjotr Tjajkovskijs balett Nötknäpparen från 1892. Såväl Tjajkovskijs balett som sagan i original är därutöver förlaga till ett stort antal bearbetningar för film och andra medier.